# 秘鲁军事化共产党
秘鲁军事化共产党（西班牙語：Militarizado Partido Comunista del Perú，缩写为MPCP）是秘鲁的一个信奉马克思列宁毛主义和习近平思想的共产主义政党，该党目前参与秘鲁内部冲突。秘鲁军事化共产党被秘鲁政府视为恐怖组织，目前在VRAEM地区活动，并参与该地区的毒品贩卖。自2018年该党同秘鲁共产党 (光辉道路)决裂并正式成立以来，“何塞同志”就是该党的领袖。
1990年代时，秘鲁军事化共产党被称为“光辉道路—向前”，该党是1992年阿维马埃尔·古斯曼被捕后从秘鲁共产党分裂出来的党员所成立的，因此被秘鲁政府和其他国际实体视为光辉道路的继承者。该党自称信奉马列毛主义，但与秘鲁共产党的思想大为不同。受到后来加入的秘鲁军人影响，该党的安第斯极端民族主义和族裔民族主义思潮颇为深厚，并且摈弃了秘鲁共产党的无神论思想。2018年，秘鲁军事化共产党和多民族塔万丁苏尤预备役协会结为联盟，联盟称为“秘鲁安第斯联合革命民主阵线”。与其他毛主义政党不同，秘鲁军事化共产党信奉习近平思想。
秘鲁军事化共产党宣布和贡萨罗及秘鲁共产党决裂，该党被指控奴役土著，雇佣童兵与发动恐怖袭击。

## 历史
2013年前，该党作为光辉道路VRAEM地区委员会由阿利皮奥同志和加布里埃尔领导。2013年两人被杀后则由何塞同志担任首脑。2018年6月9日，何塞正式宣布该党的成立。2008年前何塞多次自称为贡萨罗的继承者。

### 活动和战术

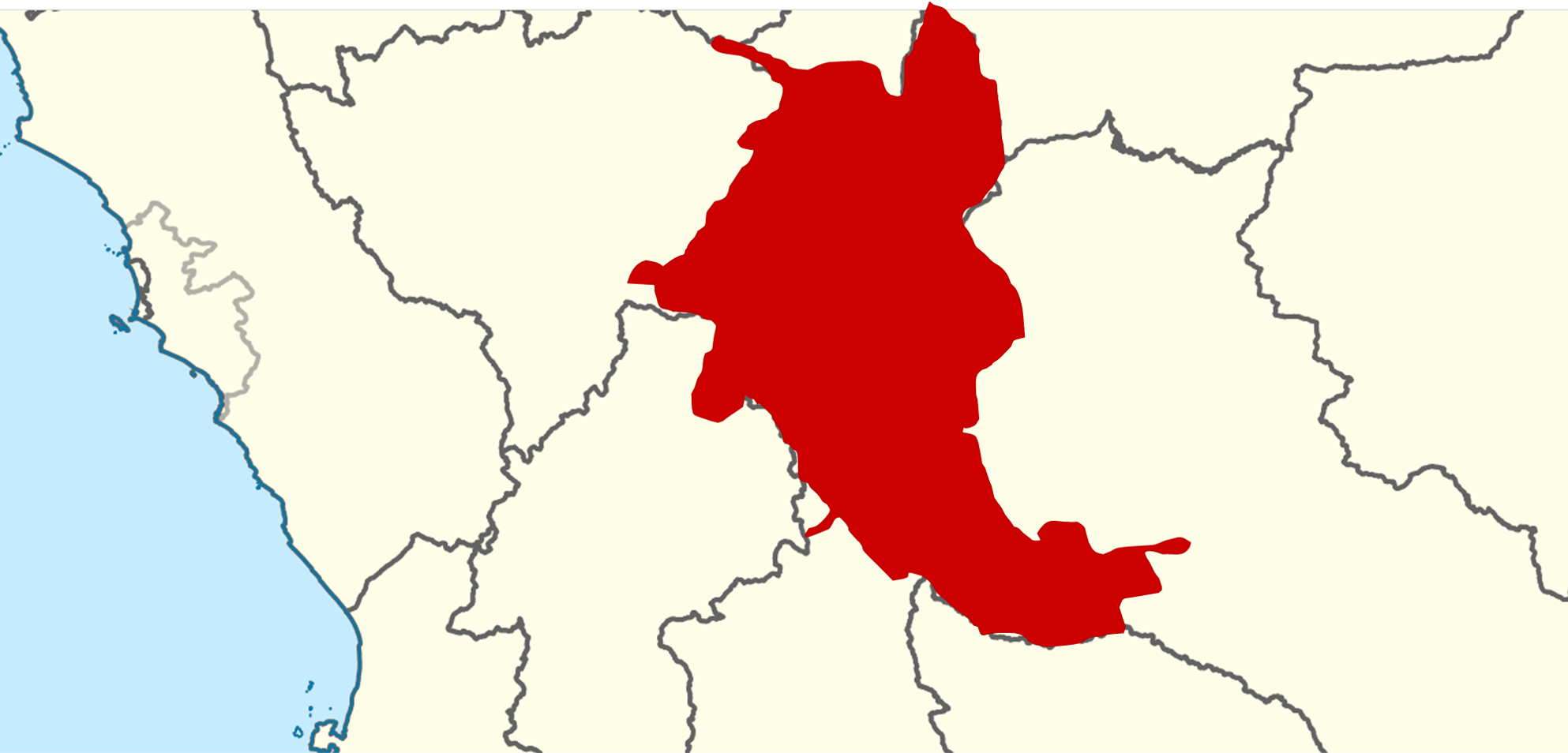
2023年3月秘鲁军事化共产党的活跃地区

秘鲁军事化共产党的党员大多招募自VRAEM地区的青年，因此多次被媒体称为“雇佣童兵”。这些士兵在“人民军校”受训，薪水为1800至2000索尔。
秘鲁军事化共产党拥有武器和防空武器库，也经常使用社交媒体进行宣传。该党也积极参与本地区的毒品生产，并向无关联的毒品贩运者额外征收“战争税”。

秘鲁安第斯联合革命民主阵线旗帜

2018年，秘鲁军事化共产党宣布和多民族塔万丁苏尤预备役协会结为联盟，联盟称为“秘鲁安第斯联合革命民主阵线”。2017年4月22日的一段视频显示多民族塔万丁苏尤预备役协会的领袖埃迪·维拉罗尔·梅迪纳同何塞举行会谈。结盟之后，维拉罗尔·梅迪纳成为秘鲁军事化共产党的发言人。2022年，维拉罗尔·梅迪纳不满该党与自由秘鲁的联系，联盟因此瓦解。维拉罗尔·梅迪纳随后宣称自己和家人受到该党的威胁。
2022年3月，秘鲁军事化共产党公开宣布信奉习近平思想，表示“秘鲁军事化共产党人在习近平的领导下，重组为光荣和伟大的中国共产党战士”